# Clemelis flavifrons
Clemelis flavifrons là một loài ruồi trong họ Tachinidae.